# 옥천중학교
옥천중학교(沃川中學校)는 대한민국 충청북도 옥천군 옥천읍 삼양리에 있는 공립 중학교이다.

## 학교 연혁
- 1951년 9월 1일 : 학제개편으로 옥천농업고등학교에서 분리, 옥천중학교 공립학교 설립인가(3년제 6학급 신설)
- 1951년 9월 1일 : 옥천중학교 초대 박용환 교장 부임
- 1951년 9월 20일 : 개교(구 6년제 옥천농업중학교 신입생 130명을 편입시켜 옥천농고교사 일부를 빌려 개교함) 개교기념일로 지정
- 1952년 3월 28일 : 제1회 졸업식(졸업생 88명)
- 1955년 8월 31일 : 교사 신축, 현위치로 이전
- 1985년 4월 25일 : 본관교사 신축
- 2008년 11월 27일 : 다목적교실(해오름관) 신축
- 2023년 9월 1일 : 제31대 황인문 교장 부임
- 2024년 2월 8일 : 제73회 졸업식(졸업생 160명, 총 졸업생 수 23,187명)
- 2024년 3월 4일 : 신입생 입학식(입학생 수 178명)

## 갤러리

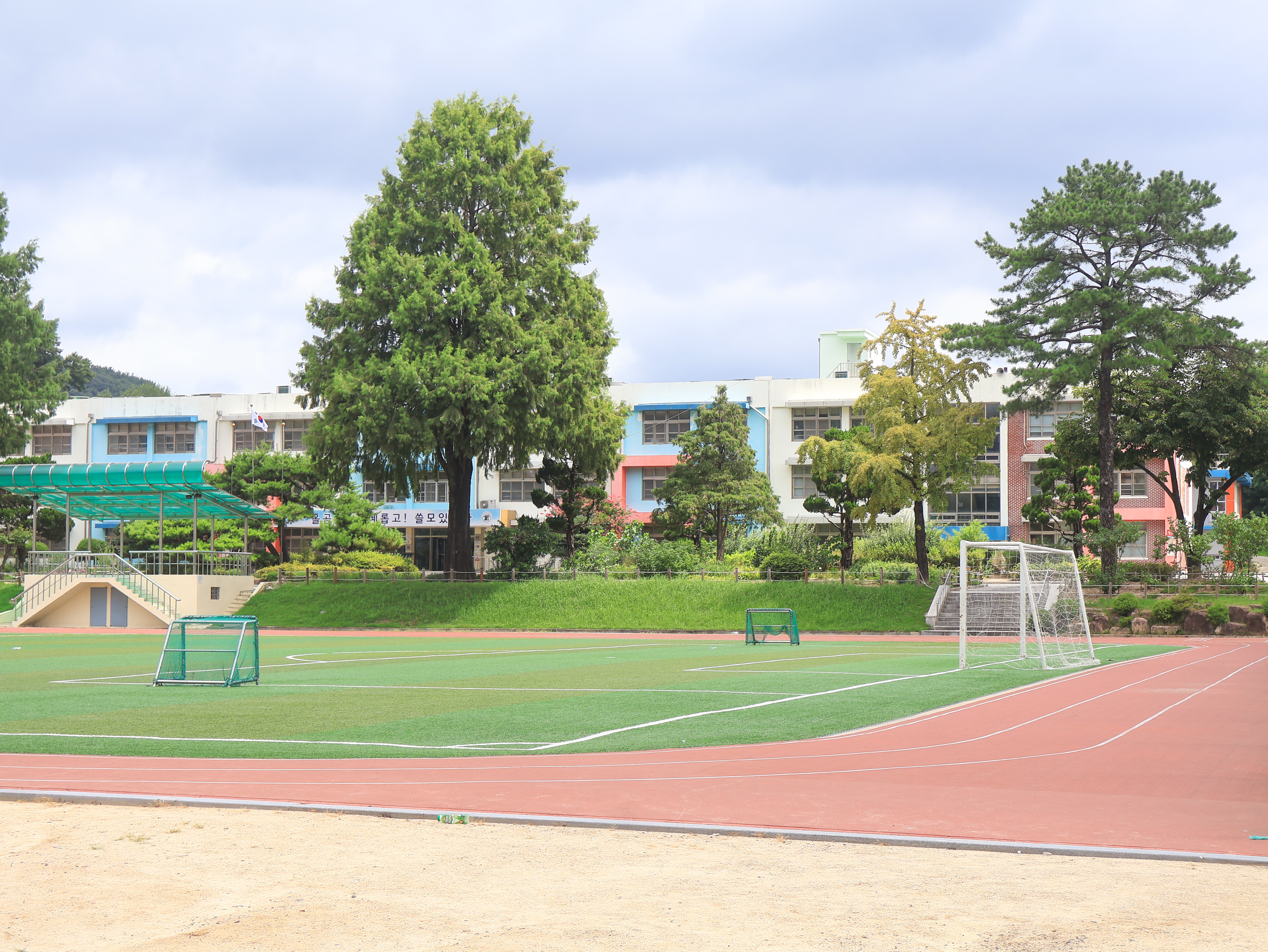
운동장
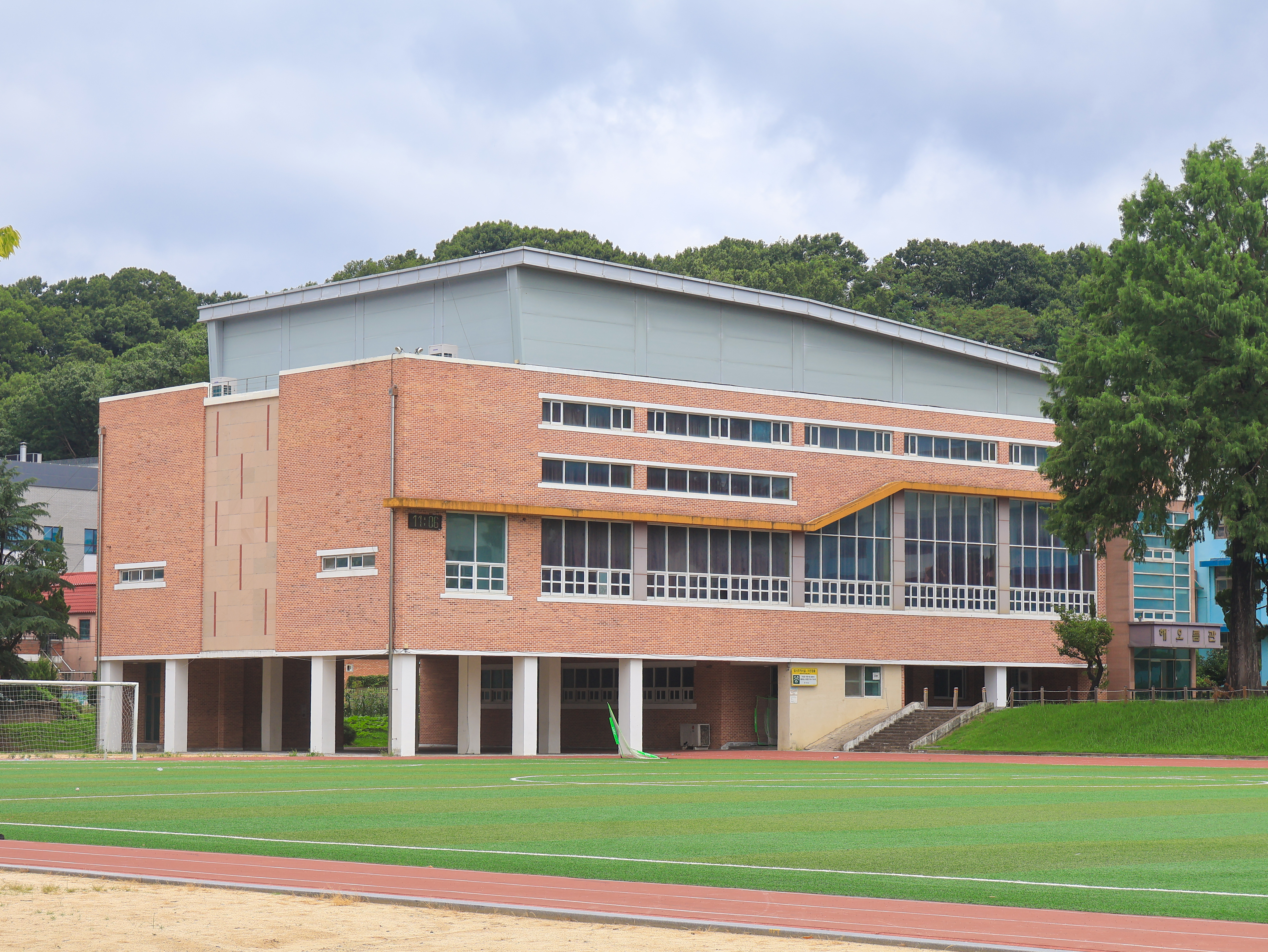
강당 (해오름관)

## 참고 자료
- 옥천중학교 - 한국교육학술정보원 학교알리미